# Meredith Stiehm
Meredith Stiehm (1969) è una sceneggiatrice e produttrice televisiva statunitense nota per aver creato le serie televisive Cold Case - Delitti irrisolti e The Bridge.
È membro del Writers Guild of America e del Producers Guild of America.

## Biografia
La Stiehm è cresciuta a Santa Monica, in California, e si è diplomata alla Santa Monica High School e ha studiato inglese e drammaturgia presso l'Università della Pennsylvania, (UPenn), laureandosi nel 1990.
Ha iniziato la sua carriera di sceneggiatrice televisiva nel 1994, scrivendo un episodio per la serie televisiva Un medico tra gli orsi. Dal 1994 al 1996 ha fatto parte del team di sceneggiatori della serie televisiva Beverly Hills 90210. Negli anni successivi ha lavorato come sceneggiatrice e produttrice di serie televisive come NYPD, The District e E.R. - Medici in prima linea.
Ha creato la serie televisiva Cold Case - Delitti irrisolti, di cui è stata anche showrunner e produttrice esecutiva. La serie è andata in onda sulla CBS dal 2003 al 2010, per un totale di sette stagioni. Dal 2011 lavora come sceneggiatrice e produttrice esecutiva della serie di Showtime Homeland - Caccia alla spia.
Nel 2013 crea assieme a Elwood Reid The Bridge, adattamento statunitense della serie televisiva danese/svedese The Bridge - La serie originale. La serie con protagonisti Diane Kruger e Demián Bichir è stata prodotta per un totale di due stagioni. Dopo la cancellazione di The Bridge continua il suo lavoro in Homeland - Caccia alla spia.